# Hell Symphony
Hell Symphony je druhé studiové album black metalové skupiny Root. Album vyšlo jako LP, MC a CD, na CD byly přidány ještě dvě skladby - The Oath a Satan's March. V roce 2001 vyšlo album společně s albem Kärgäras. Na albu jsou čtyři bonusy - The Old Ones (live), Message (live), Leviathan (live) a Píseň pro Satana (live).

## Seznam skladeb
1. Belzebub
2. Belial
3. Lucifer
4. Abaddon
5. Asmodeus
6. Satan
7. Leviathan
8. Astaroth
9. Loki
10. The Prayer

## Album bylo nahráno ve složení
- Jiří Valter aka Big Boss – zpěv
- Petr Hošek (Blackosh) – kytara
- Dan Janáček (Mr. D.A.N.) – kytara
- Rostislav Mozga (Black Drum) – bicí nástroje